# Logan Endurance Cup
De Logan Endurance Cup is een endurance-raceklasse georganiseerd door Dutch National Racing Team (DNRT).
De raceklasse bestaat sinds 2005. Het is een van de meest kostenefficiënte raceklassen van Nederland. De wedstrijden variëren van 4 tot 24 uur en worden gereden op circuits in Nederland, België en Duitsland. Alle auto's in deze competitie zijn gelijk. Een team heeft minimaal twee tot maximaal zes rijders. De rijders zijn voornamelijk starters en jonge talenten.

## Dacia Logan Cup-raceauto
Er wordt gereden met een Dacia Logan voorzien van een Renault-viercilinder-1.6-motor. De standaardmotor levert 90 pk. De raceauto's hebben sinds een update aan het motormanagement bij de start van het seizoen in 2009 een vermogen van 100 pk. De auto weegt 980 kg en haalt met een beginnende rijder op Circuit Zandvoort een rondetijd van ongeveer 2 minuten en 20 seconden.